# カステルヌオーヴォ・ニグラ
カステルヌオーヴォ・ニグラ（伊: Castelnuovo Nigra）は、イタリア共和国ピエモンテ州トリノ県にある、人口約400人の基礎自治体（コムーネ）。

## 地理

### 位置・広がり

#### 隣接コムーネ
隣接するコムーネは以下の通り。
- ボルジャッロ
- カステッラモンテ
- チンターノ
- コッレレット・カステルヌオーヴォ
- フラッシネット
- ルエーリオ
- トラヴェルセッラ
- ヴァルキウーザ
- ヴァル・ディ・キ
- ヴィストローリオ

## 行政

### 分離集落
カステルヌオーヴォ・ニグラには、以下の分離集落（フラツィオーネ）がある。
- Cademoniale, Caretto Superiore, Caretto Inferiore, Alpetta, Cicolelio, Moris, Pontiglia, Cantello, Filippi, Trucco, Vai, Coste, Foresta